# Orusco de Tajuña
Orusco de Tajuña ist ein Ort und eine Gemeinde (municipio) mit 1.511 Einwohnern (Stand: 2024) im Südosten der Autonomen Gemeinschaft Madrid. Die Gemeinde gehört zur Kulturlandschaft der Alcarria.

## Lage und Klima
Der ca. 645 m hoch gelegene Ort Orusco de Tajuña liegt am Río Tajuña gut 55 km südöstlich der spanischen Hauptstadt Madrid; die sehenswerten Orte Tielmes und Valdilecha befinden sich nur etwa 10 bis 15 km westlich. Das Klima im Winter ist gemäßigt, im Sommer dagegen warm bis heiß; die eher geringen Niederschlagsmengen (ca. 455 mm/Jahr) fallen – mit Ausnahme der nahezu regenlosen Sommermonate – verteilt übers ganze Jahr.

## Bevölkerungsentwicklung
| Jahr      | 1857 | 1900  | 1950  | 2000 | 2019  |
| Einwohner | 783  | 1.057 | 1.048 | 647  | 1.244 |

Aufgrund der Mechanisierung der Landwirtschaft und der Aufgabe bäuerlicher Kleinbetriebe ist die Einwohnerzahl der Gemeinde trotz ihrer Lage im Großraum Madrid seit den 1950er Jahren deutlich zurückgegangen. Erst zu Beginn des 21. Jahrhunderts ist wieder ein Anstieg festzustellen.

## Wirtschaft
Die Gemeinde ist immer noch in hohem Maße landwirtschaftlich geprägt; Hauptanbauprodukte waren und sind Oliven, Wein und Weizen. 

## Geschichte
Über die frühe Geschichte der Gegend ist kaum etwas bekannt; keltische, römische, westgotische und selbst islamisch-maurische Spuren fehlen. Wahrscheinlich wurde der Ort erst nach der Rückeroberung (reconquista) von Toledo (1085) und Alcalá (1118) im Zusammenhang mit der Politik der Wiederbevölkerung (repoblación) gegründet. Er stand zunächst unter dem Schutz des Santiagoordens, kam aber dann unter die Oberhoheit des Erzbistums Toledo und anderer Grundherrn (señores).

## Sehenswürdigkeiten
- Die dreischiffige Iglesia de San Juan Evangelista entstand im 16. Jahrhundert; sie wurde jedoch im 18. Jahrhundert verändert. Ältester Bauteil ist der Glockenturm (campanario) im Mudéjar-Stil. Das Langhaus ist mit einem hölzernen Dachstuhl gedeckt; die Vierung ist überkuppelt und die Apsis hat eine Kalottenwölbung.[4]
- Über den Ort verteilt finden sich mehrere Brunnen (fuentes), von denen einige auch als Viehtränke (abrevadero) dienten.
- Ein Waschhaus (lavadero) steht am Ortsrand.

Umgebung
- Etwa 2 km nördlich des Ortes befindet sich die bereits im 13. Jahrhundert erwähnte Ermita de Nuestra Señora de Bellaescusa Coronada.